# Crestet
Crestet  ist eine französische Gemeinde mit 418 Einwohnern (Stand 1. Januar 2022) im Département Vaucluse in der Region Provence-Alpes-Côte d’Azur. Sie gehört zum Kanton Vaison-la-Romaine im Arrondissement Carpentras.

## Geografie
Crestet befindet sich ungefähr drei Kilometer südöstlich von Vaison-la-Romaine, zwischen dem Fluss Ouvèze und den Dentelles de Montmirail gelegen. Weitere umliegende Gemeinden neben Vaison sind Saint-Marcellin-lès-Vaison, Entrechaux, Malaucène, Gigondas und Séguret. Nächstgrößere Stadt ist das 18 km entfernte Carpentras im Süden.
Entlang der östlichen Grenze fließt der Bach Groseau und mündet weiter nördlich als linker Nebenfluss in die Ouvèze. Das Gemeindegebiet gehört zum Regionalen Naturpark Mont-Ventoux.

## Verkehr
Auf nord-südlicher Achse von Vaison-la-Romaine kommend in Richtung Carpentras verläuft die Route départementale D938. Östlich des Gemeindezentrums zweigt die D54 in Richtung Entrechaux ab. Früher existierte im Tal ein Bahnhof an der stillgelegten Schmalspurbahn Orange-Buis-les-Baronnies.

## Geschichte
Die Geschichte der Gemeinde geht bis ins erste Jahrhundert zurück. Die Burg wurde im Jahr 840 erbaut und diente den Bischöfen von Vaison als Zufluchtsort, die 1160 von Raimund VI. de Toulouse aus Vaison-la-Romaine vertrieben wurden. Mit Genehmigung der Bischöfe errichtete der Meisterglaser Aliot de Montvin 1426 eine Glaserei (Verrerie) am Flurort „La Regardette“, der später in „La Verrière“ umbenannt wurde. 1865 kam es zur Eröffnung einer Ziegelei, die bereits vierzig Jahre später finanziell ruiniert war. 1905 wurde über die Ouvèze eine Brücke für die bis 1953 betriebene Schmalspurbahn Orange–Buis-les-Baronnies gebaut. Während des Zweiten Weltkrieges besetzten deutsche Truppen den Ort und quartierten sich in der Burg ein.

### Einwohnerentwicklung
| Jahr      | 1962 | 1968 | 1975 | 1982 | 1990 | 1999 | 2006 | 2008 |
| --------- | ---- | ---- | ---- | ---- | ---- | ---- | ---- | ---- |
| Einwohner | 247  | 269  | 297  | 326  | 404  | 432  | 467  | 474  |

## Sehenswürdigkeiten
Crestet ist ein typisches kleines Bergdorf in Vaucluse mit Häusern im Renaissancestil. Der Ort wird von einer Burg aus dem 9. Jahrhundert überragt, die den Bischöfen von Vaison als Zufluchtsort diente. Die Pfarrkirche stammt ebenfalls aus dem 9. Jahrhundert und ist Saint-Sauveur gewidmet. Am Ortseingang befindet sich die restaurierte Kapelle der Annuntiatinnen aus dem 16. Jahrhundert.
|  |  |

## Tourismus
Durch die Gemeinde verläuft der 69 Kilometer lange Fernwanderweg GRP Tour des Dentelles de Montmirail, der rund um die Dentelles de Montmirail führt.